# 劉才 (明朝知縣)
刘才，江西安福人，明朝政治人物。

## 生平
1497年接替张世昌任崇明县知县一职，1510年由陈元宪接任。